# Банджаран-Крокер
Банджаран-Крокер (малайск. Taman Negara Banjaran Crocker) — национальный парк в Малайзии. Основан в 1984 году (ранее этот район находился под защитой в качестве лесного заповедника). Парк охватывает север-юг хребта Крокер, 1200—1800 метровых гор в штате Сабах, Малайзия. В непосредственной близости от штаб-квартиры парка есть курорт, который может предоставить жилье и питание. Так же на территории парка можно найти и другие объекты для посетителей, такие как выставочный центр, инсектарий, фернарий, смотровая башня и пешеходная тропа.
Парк занимает 1399 км², что делает его самым большим парком в штате Сабах. Парк состоит из холмов и горных лесов с большим количеством специфической для Борнео флорой и фауной.
Парк содержит по крайней мере пять видов приматов, таких как Орангутанг, Гиббоновые, пушистые Долгопяты с их огромными круглыми глазами. Так же в парке можно встретить очень общительных и хвостатых макак[стиль]. Река Падас делит парковую зону пополам на Бофорт и на Теном.
Банджаран-Крокер управляется организацией «Парки Сабаха».